# دييغو نارجيسو
دييغو نارجيسو (بالإيطالية: Diego Nargiso)‏ مواليد 15 مارس 1970 في نابولي، هو لاعب كرة مضرب إيطالي سابق وكان يلعب باليد اليسرى. أعلى تصنيف له في الفردي كان المركز الـ 67 في سنة 1988. سبق أن شارك في دورة الألعاب الأولمبية الصيفية.

## روابط خارجية
- دييغو نارجيسو على موقع رابطة محترفي التنس (الإنجليزية)
- دييغو نارجيسو على موقع الاتحاد الدولي لكرة المضرب (الإنجليزية)
- دييغو نارجيسو على موقع كأس ديفيز (الإنجليزية)
- دييغو نارجيسو على موقع خلاصة التنس.كوم (الإنجليزية)
- دييغو نارجيسو على موقع أوليمبيديا (الإنجليزية)